# 군사과학기술학회
한국군사과학기술학회는 대전광역시에 위치한 학회로 대한민국 국방부 소관의 사단법인이다. 국방과학연구소와 밀접한 관계가 있어 국방과학연구소 소장이 학회장을 맡는다.

## 논란
이 단체는 학술행사를 열때 군사과학기술전시회를 같이 여는데 과도한 비용을 받아 구설수에 올랐다.
군사과학기술학회, 방산업계에 과도한 비용 떠넘기기 구설